# 郑朱
郑朱（?—?），战国时期赵国的官员。
前281年（周赧王三十四年、赵惠文王十八年、秦昭襄王二十六年），秦国攻打赵国，攻克蔺、离石、祁。赵国派公子郚到秦国为质，秦国让赵国以焦、黎、牛狐之城，换回蔺、离石、祁。赵国没有给焦、黎、牛狐。秦昭襄王大怒，令公子缯请地，赵王于是让郑朱对秦王说：“蔺、离石、祁之地离赵都邯郸远，离大国近。因先王之明与先臣之力，所以能占有。现在寡人力所不逮，国家都治理不好，更管不了蔺、离石，祁了。寡人守城的人自作主张，是他们干的，不是寡人所敢知。”于是背秦。秦王大怒，令卫人胡陽伐赵，后来，阏与之战败于赵将赵奢。
前260年（周赧王五十五年、赵孝成王六年、秦昭襄王四十七年），秦国攻克上党，上党百姓逃往赵国。赵国派廉颇率军驻守长平，秦军攻打赵国。赵王派郑朱赴秦国求和。秦国接待了郑朱。赵王对虞卿表示秦国已经接纳郑朱。虞卿说：“大王一定见不到和谈成功，赵军就被击败。各国派使者祝贺秦国胜利，见到赵国贵臣郑朱来求和，秦王、应侯也会向向各国宣扬，各国便不会再出兵救赵。赵国孤立无援，秦国就更不肯讲和了。”秦国果然宣扬郑朱来使，而不与赵国和谈。